# Baseball ai II Goodwill Games
Il torneo di baseball ai Goodwill Games 1990 si è svolto nella città statunitense di Seattle, e ha visto la vittoria di Cuba.

## Partecipanti
- Canada
- Cuba
- Giappone
- Messico
- Porto Rico
- Taipei cinese
- Stati Uniti
- Unione Sovietica

## Svolgimento

### Girone Unico
| Seattle 1990 | Stati Uniti | 17 – 0 | Unione Sovietica |  |

| Seattle 1990 | Canada | 6 – 4 | Porto Rico |  |

| Seattle 1990 | Giappone | 11 – 4 | Messico |  |

| Seattle 1990 | Cuba | 11 – 1 | Taipei cinese |  |

| Seattle 1990 | Messico | 9 – 1 | Unione Sovietica |  |

| Seattle 1990 | Giappone | 7 – 6 | Stati Uniti |  |

| Seattle 1990 | Cuba | 6 – 3 | Porto Rico |  |

| Seattle 1990 | Canada | 11 – 10 | Taipei cinese |  |

| Seattle 1990 | Stati Uniti | 15 – 2 | Messico |  |

| Seattle 1990 | Giappone | 14 – 0 | Unione Sovietica |  |

| Seattle 1990 | Porto Rico | 11 – 5 | Taipei cinese |  |

| Seattle 1990 | Cuba | 14 – 7 | Canada |  |

### Semifinali
- 5º-8º posto

| Seattle 1990 | Porto Rico | 13 – 0 | Unione Sovietica |  |

| Seattle 1990 | Taipei cinese | 9 – 7 | Messico |  |

- 1º-4º posto

| Seattle 1990 | Cuba | 16 – 2 | Stati Uniti |  |

| Seattle 1990 | Giappone | 15 – 8 | Canada |  |

### Finali
- 7º-8º posto

| Seattle 1990 | Messico | 14 – 4 | Unione Sovietica |  |

- 5º-6º posto

| Seattle 1990 | Porto Rico | 10 – 7 | Taipei cinese |  |

- 3º-4º posto

| Seattle 1990 | Stati Uniti | 10 – 4 | Canada |  |

- 1º-2º posto

| Seattle 1990 | Cuba | 6 – 1 | Giappone |  |

## Classifica
| - | Paese            | Formazione |
| - | ---------------- | --- |
|   | Cuba             | Mesa · Linares · Gourriel · Urrutia · Mesa · Hernandez · Padilla · Fernandez · Rojas · Ajete · Pacheco · Kindelan · Mendez · Rodriguez · Ulacia · Santana · Casanova · Valle · Hernandez · Valdes |
|   | Giappone         | Kajita · Okumura · Saito · Miyakawa · Yano · Takatsu · Osaka · Koike · Sekikawa · Makamura · Narahara · Machidam · Kawabata · Seto · Hamana · Mizuo · Ochiai · Hasagawa · Mochiyama · Yokoi       |
|   | Stati Uniti      | Austin · McCarty · Bragg · Mashore · Hatteberg · Byrd · Burnett · Bennett · Smith · Hostetler · Gates · Fabregas · Gomez · Ciccarella · Wilson · Stidham · Tallman · Sele · Paxton · Hamilton     |
| 4 | Canada           | Andrychuk · Kotkas · Butler · Szeryk · Petrachenko · Leonard · Ross · Jones · Wolkosky · Smeeton · Van Tol · Curran · Hayes · Croy · Schwabe · Matsubara · Rypien · Lavigne · Krug · Keenan       |
| 5 | Porto Rico       | |
| 6 | Taipei cinese    | |
| 7 | Messico          | |
| 8 | Unione Sovietica | |